# Xavier Cucurella i Esteve
Xavier Cucurella i Esteve   (Barcelona, 17 de desembre de 1954) és un ex-pilot de trial català que destacà en competicions estatals durant la dècada de 1970. El 1972, essent encara un pilot júnior, guanyà el Campionat de Catalunya.

## Palmarès
| Any  | Motocicleta | C. del Món | C. d'Espanya |
| ---- | ----------- | ---------- | ------------ |
| 1973 | Bultaco     | -          | 5è           |
| 1974 | Bultaco     | 22è        | 2n           |
| 1975 | Bultaco     | 18è        | 3r           |
| 1976 | Bultaco     | 22è        | 3r           |
| 1977 | Bultaco     | -          | 6è           |
| 1978 | Bultaco     | -          | 10è          |
| 1979 | Bultaco     | -          | 16è          |
| 1980 | Bultaco     | -          | 32è          |

1. ↑  Fins al 1974 el Campionat era d'Europa, i a partir de 1975 va passar a anomenar-se Campionat del Món